# Zählmaß (Maßtheorie)
Das Zählmaß ist in der Mathematik ein spezielles Maß, das Mengen die Anzahl ihrer Elemente zuordnet. Formal lässt sich das Zählmaß auf einem Messraum {\displaystyle (\Omega ,{\mathfrak {P}}(\Omega ))} definieren, wobei {\displaystyle \Omega } eine beliebige Menge und {\displaystyle {\mathfrak {P}}(\Omega )} ihre Potenzmenge ist. Ist {\displaystyle \Omega } eine endliche Menge, so entsteht dabei ein endliches Maß. Es ist genau dann ein σ-endliches Maß, wenn {\displaystyle \Omega } abzählbar ist.

## Definition
Das Zählmaß einer Menge {\displaystyle A\subseteq \Omega } ist wie folgt definiert:
{\displaystyle \mu (A)={\begin{cases}\vert A\vert &{\text{, falls }}A{\text{ endlich ist,}}\\+\infty &{\text{, falls }}A{\text{ unendlich ist.}}\end{cases}}}

## Beispiele

Integral der Funktion auf dem Intervall bzgl. des Zählmaßes über

Über den natürlichen Zahlen, das heißt dem Messraum {\displaystyle (\mathbb {N} ,{\mathfrak {P}}(\mathbb {N} ))}, entspricht das Zählmaß der Abbildung
{\displaystyle \mu \colon {\mathfrak {P}}(\mathbb {N} )\to [0,\infty ]{\text{, }}A\mapsto \sum _{k\in \mathbb {N} }\chi _{A}(k).}
Hierbei bezeichnet {\displaystyle \chi _{A}} die charakteristische Funktion der Menge {\displaystyle A\subseteq \mathbb {N} }.
Mit Hilfe des Zählmaßes auf {\displaystyle \mathbb {N} } lässt sich jede endliche Summe oder unendliche, absolut konvergente Reihe als Lebesgue-Integral darstellen. Insbesondere gilt für jede Abbildung {\displaystyle f\colon \mathbb {N} \to \mathbb {R} }:
{\displaystyle \sum _{k=1}^{\infty }f(k)} konvergiert absolut {\displaystyle \Longleftrightarrow } {\displaystyle f} ist integrierbar bzgl. des Zählmaßes auf {\displaystyle {\mathfrak {P}}(\mathbb {N} ).}
In diesem Fall gilt
{\displaystyle \int _{\mathbb {N} }f\,\mathrm {d} \mu =\sum _{k=1}^{\infty }f(k)}.